# Joan Baptista Subirana
Joan Baptista Subirana i Subirana (Rosario de Santa Fe, Argentina, 1904 — Barcelona, 1978) fue un arquitecto español.

## Biografía

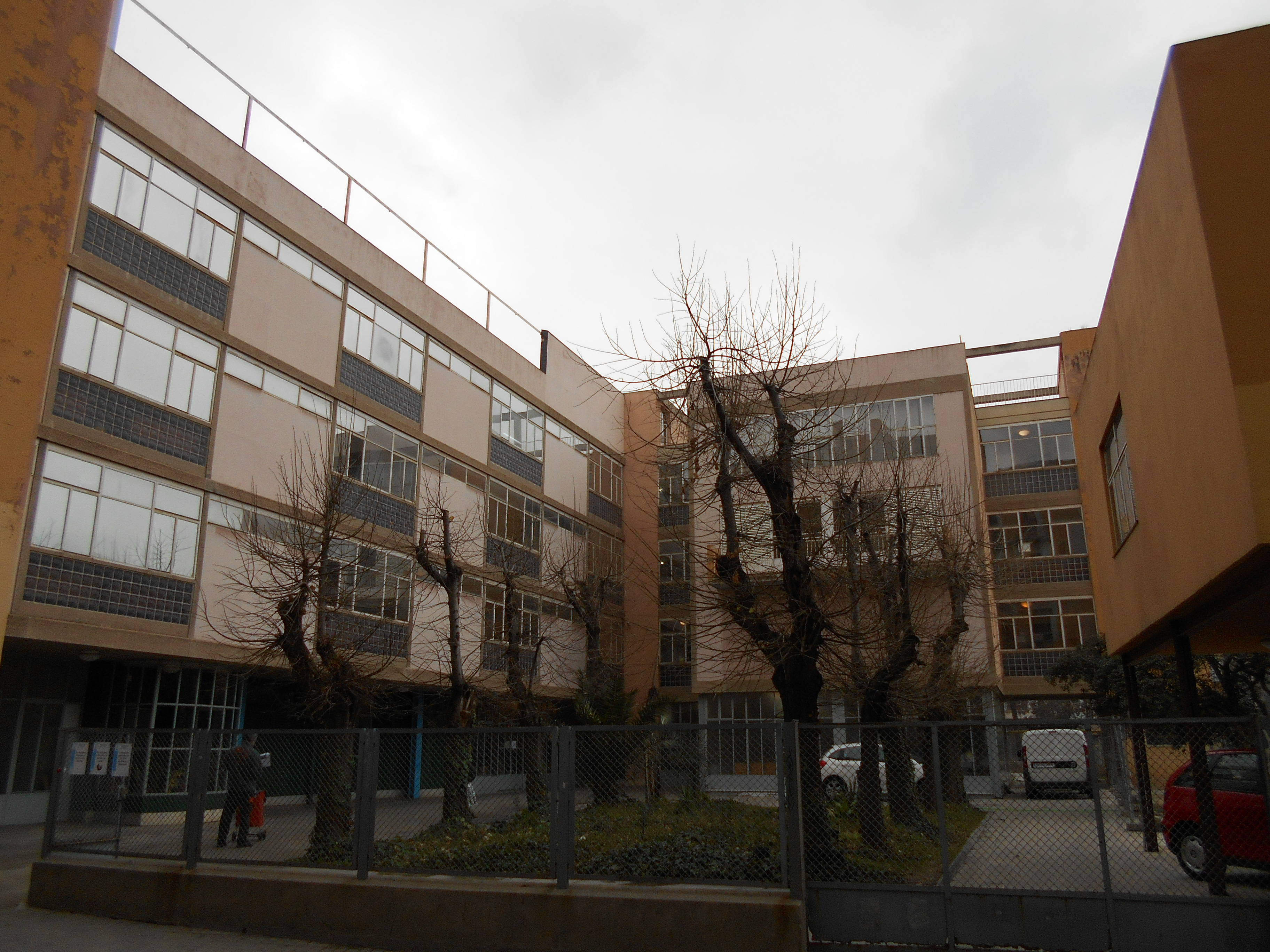
Dispensario Central Antituberculoso (1934-1938), de Josep Lluís Sert, Josep Torres Clavé y Joan Baptista Subirana.

Estudió arquitectura en Barcelona, Madrid y en el Politécnico Superior de Berlín, becado por el Alexander von Humboldt Stiftung. Se tituló en 1930. Posteriormente se licenció también en Ciencias Exactas, y se doctoró en la Universidad de Madrid.
Al inicio de su carrera ganó un concurso para construir una serie de casas baratas organizado por el Ayuntamiento de Valencia. También construyó otro conjunto de casas baratas en Cartagena, y una serie de grupos escolares en Madrid y Valladolid. Organizó el pabellón español de la Exposición Internacional de Vivienda Urbana y Construcción de Barlín de 1931. Recibió también el encargo de la Generalidad de Cataluña de un proyecto de organización hospitalaria comarcal del Principado.
En los años 1930 fue miembro del GATCPAC (Grupo de Arquitectos y Técnicos Catalanes para el Progreso de la Arquitectura Contemporánea), un grupo de arquitectos con voluntad renovadora y liberadora del clasicismo novecentista, así como la de introducir en España las nuevas corrientes internacionales derivadas del racionalismo. El GATCPAC defendía la realización de cálculos científicos en la construcción, así como la utilización de nuevos materiales, como las placas de fibrocemento o la uralita, además de materiales más ligeros como el vidrio.
Subirana trabajó en esos años en estrecha colaboración con Josep Lluís Sert y Josep Torres Clavé, con quienes elaboró dos obras que quedaron como los mejores exponentes del racionalismo en la Ciudad Condal: la casa Bloc (1932-1936) y el Dispensario Central Antituberculoso (1934-1938). La primera se basa en el proyecto de viviendas à redent de Le Corbusier (1922), y es un conjunto de viviendas en forma de S, de bloques largos y estrechos con estructura metálica de dos crujías, con accesos a las viviendas a través de corredores cubiertos; el Dispensario presenta dos cuerpos paralelos dispuestos en forma de L, con un jardín central que sirve de acceso.
En 1932 hizo con Fernando García Mercadal un proyecto de Ciudad de Reposo para las playas del Jarama (Madrid), no realizado. En 1934 diseñó con Torres Clavé y Sert una Biblioteca Infantil Desmontable, cuyo prototipo se expuso en la plaza de las Palmeras de Barcelona. Ese año recibió el encargo de reformar y ampliar los hospitales de Badalona, Vich, Igualada, Manresa, Viella y Palafrugell, que quedaron en proyecto al iniciarse la Guerra Civil. En 1936 hizo con Sert y Torres Clavé un proyecto de Hospital Antituberculoso en el Valle de Hebrón, no ejecutado.
También participó con los demás miembros del GATCPAC en varios proyectos urbanísticos, como el Plan Macià (1932-1935), un proyecto que preveía una distribución funcional de la ciudad con un nuevo orden geométrico, a través de grandes ejes vertebradores y con una nueva fachada marítima de grandes rascacielos, además de la mejora de equipamientos y servicios, el fomento de la vivienda pública y la creación de un gran parque y centro de ocio junto al delta del Llobregat, la llamada Ciudad de Reposo y Vacaciones. El inicio de la Guerra Civil truncó el proyecto.
Otro proyecto fue el Plan de Saneamiento del Casco Antiguo (1935-1937), un intento de renovación del distrito de Ciutat Vella que preveía derribos de manzanas consideradas insalubres, un esponjamiento del espacio urbano y la creación de equipamientos de carácter higiénico, todo ello apoyado en una decidida intervención pública, hecho que favoreció el decreto en 1937, en el transcurso de la Guerra Civil, de la municipalización de la propiedad urbana.
Durante esos años fue colaborador también de la revista A. C. Documentos de Actividad Contemporánea (1931-1937), dirigida por Torres Clavé, basada en revistas vanguardistas como Das Neue Frankfurt, dirigida por Ernst May, o L'Esprit Nouveau, de Le Corbusier y Amédée Ozenfant.
Tras la Guerra Civil fue inhabilitado para cargos públicos por el Colegio de Arquitectos de Cataluña, debido a la vinculación del GATCPAC con la Generalidad republicana, pero pudo continuar ejerciendo su profesión.
Del resto de sus obras cabe citar: los Estudios Cinematográficos Orphea Films, la sala Bagdad de la avenida del Paralelo, la Cafetería Americana Kansas en el paseo de Gracia, la Filatelia Pedro Monje en la calle de Ferran, unos laboratorios y fábrica de colonias en la calle Numancia, varias estaciones de servicio y garajes en Barcelona, Badalona, Mataró, Pamplona y Madrid, unas viviendas obreras en Campdevánol, y diversos chalets en Figaró, San Hilario Sacalm y Sant Feliu del Racó.